# Lucinda Fredericks
Lucinda Fredericks (n. 28 septembrie 1965, Zomba, Malawi) este o sportivă ce a reprezentat Australia, medaliată olimpică. A participat la 2 ediții ale Jocurilor Olimpice (2008, 2012) în care a câștigat o medalie de argint.